# استراتيجية إسفين
استراتيجية إسفين (بالإنجليزية:Wedge strategy) هي خطة عمل سياسية واجتماعية أصدرها معهد دسكفري، محور حركة التصميم الذكي. وتم وضع الاستراتيجية مانيفستو معهد ديسكفري المعروفة باسم وثيقة إسفين، الذي يصف الأجندة الاجتماعية والسياسية والأكاديمية التي تهدف إلى هزيمة المادية، و الطبعانية، و التطور، و«عكس نظرة العالم المادية الخانقة واستبدالها مع علم يتفق مع القناعات المسيحية والإيمانية». وتهدف الاستراتيجية أيضا إلى التأكيد على وجود الله. وهدفها هو تغيير الثقافة الأمريكية من خلال وضع السياسة العامة لتعكس المسيحية المحافظة، والقيم الإنجيلية البروتستانتية. ويعزى استعارة إسفين لفيليب جونسون.

## أقرأ أيضا
- إيفا جابلونكا
- ستيفن ماير